# Ammerud

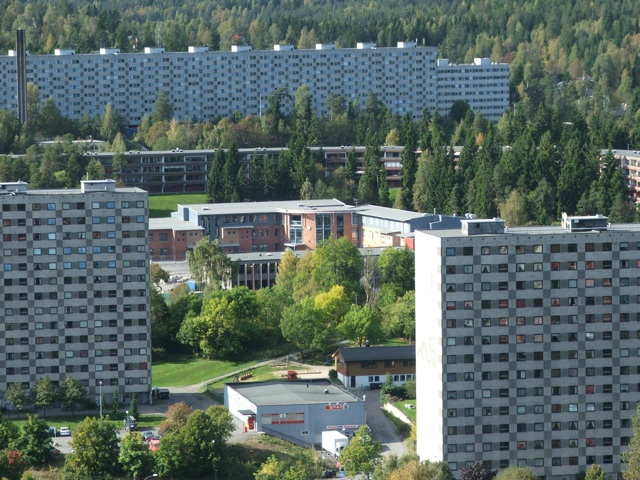
Höghus i Ammerud med skolan i mitten.

Ammerud är en satellitstad i stadsdelen Grorud i Oslo, och är sätesort för stadsdelsadministrationen. Den har fått sitt namn efter en gård som delades på 1500-talet i Søndre och Nordre Ammerud.
Från 1960-talet blev grusvägarna på Ammerud utvecklade med en rad bostadshus, inklusive atriumhus. Byggandet av atriumhusen var ett unikt projekt, ritat av arkitekt Håkon Mjelva och utfört av timmerman Torstein Haugen. Husen på 87 kvadratmeter täcker ett stort område. Mjelva stod också bakom utformningen av bostadshusen. Utbyggandet försiggick huvudsakligen i regi av OBOS (Oslo Bolig Og Sparelag). Senare har området också utvidgats med radhus. Ammerud är ett konglomerat av nationaliteter och bostadsformer, från Oslos största satellitstadshus till ett villaområde mot Lillomarka i nord. Ammerud är också präglat av en mångkulturell miljö, med många barn och vuxna från olika länder.
Till Ammerud räknas också Huken pukk- og asfaltverk som ligger mot öst, vid Ammerudveien, nära Grorud. Det er också känt som arena för friluftsrockfestivalen GranittRock.
Närheten till Lillomarka gör Ammerud till en naturlig utgångspunkt för vandringsturer i terrängen, speciellt till Lilloseter. I Lillomarka inom Ammeruds gränser ligger dricksvattentäkterna Breisjøen och Alnsjøen.

## Kommunikation
- Ammerud station är en hållplats på tunnelbanans linje , Grorudbanen.
- Buss nummer 62 går på Ammerudveien från Ammeruds tunnelbanestation genom Ammerud till Huken, och därifrån över Hukeneveien och till Grorud.

## Skolor
- Ammerud skola öppnade 1967 och  fick en ny byggnad år 2005.[1] Den har mer än 500 elever från 54 nationer och elevantalet är stigande.
- Apalløkka skola är ett högstadium (ungdomsskole) med över 350 elever.